# 불가리아 올림픽 위원회
불가리아 올림픽 위원회(불가리아어: Български олимпийски комитет)는 불가리아의 국가 올림픽 위원회이자 비영리단체이다. IOC 코드는 BUL이다. 본부는 소피아에 있으며 유럽 올림픽 위원회에 소속되어 있다.
1923년 3월 30일에 세워졌으며 1924년에 국제 올림픽 위원회의 승인을 받았다. 29개 국가 하계 스포츠 종목 연맹과 7개 국가 동계 스포츠 종목 연맹이 소속되어 있으며 불가리아의 스포츠 발전을 담당한다. 또한 올림픽, 유러피언 게임을 비롯한 국제 스포츠 대회에 참가하는 불가리아의 선수들을 대표한다.

## 같이 보기
- 올림픽 불가리아 선수단